# Kościół Wniebowstąpienia Pańskiego w Twardogórze
Kościół Wniebowstąpienia Pańskiego – rzymskokatolicki kościół pomocniczy należący do parafii Najświętszej Maryi Panny Wspomożenia Wiernych w Twardogórze.

## Historia i architektura
Jest to świątynia wzniesiona w 1869 roku jako rzymskokatolicki kościół parafialny. W 1965 roku wnętrze kościoła zostało wymalowane, natomiast w latach 1972-73 wyremontowane zostały elewacje zewnętrzne. W świątyni odbywa się całodzienna adoracja Najświętszego Sakramentu.
Kościół został wybudowany z surowej cegły w stylu neogotyckim. Nazywany jest przez mieszkańców "małym".

## Organy
Organy wybudowała firma Schlag & Söhne w 1903 roku jako opus 648. Prospekt jest neogotycki, jednosekcyjny, trójpolowy. W latach 1972-1973 oraz w 2008 roku instrument został wyremontowany. W organach zastosowano dmuchawę elektryczną, miech magazynowy. Mają wiatrownice stożkowe i pneumatyczną trakturę gry.
Dyspozycja instrumentu:
| Manuał I                      | Manuał II             | Pedał             |
| ----------------------------- | --------------------- | ----------------- |
| 1. Bordun 16                  | 1. Geigen-Principal 8 | 1. Subbass 16     |
| 2. Principal 8                | 2. Salicet 8          | 2. Octavbass 8    |
| 3. Holflet 8 *                | 3. Flautino 2 **      | 3. Violon-Cello 8 |
| 4. Gambe 8                    | 4. Gedackt 8          |                   |
| 5. Octave 4                   | 5. Gemshorn 4         |                   |
| 6. Progress. harmon. 2-3 fach | 6. Travers-Flöte 4    |                   |